# Il Picciolo Golf Club
Il Picciolo Golf Club  is een golfbaan op de flanken van de Etna. De baan maakt deel uit van de Etna Golf Resort & Spa. Er is een klein 4-sterren hotel met 15 kamers.
Il Picciolo is de oudste golfbaan op Sicilië. Hij werd ontworpen door Luigi Rota Caremoli, de enige Italiaanse golfbaanarchitect die lid was van de British Golf Course Architects. De baan werd in 1989 geopend. 
De baan ligt op de noordoostelijke kant van de Etna. Het landschap is glooiend, er staan oude eiken. eucalyptus- en hazelnootbomen, en er zijn enkele wijngaarden. De ondergrond werd gevormd door oude lavastromen.
In 2010 werd hier het Siciliaans Senior Open  gespeeld en in 2011 het Sicilian Ladies Italian Open. 